# Poligon wojskowy Raducz
Poligon wojskowy Raducz – wojskowy poligon szkoleniowy Nadwiślańskich Jednostek Wojskowych MSW w latach 1965–2001, zlokalizowany w Raduczu. Oprócz rozległego terenu poligonowego znajdowały się tu również zabudowania koszarowe służące do zakwaterowania żołnierzy, którzy odbywali tu ćwiczenia wojskowe oraz funkcjonował ośrodek szkolenia poligonowego.

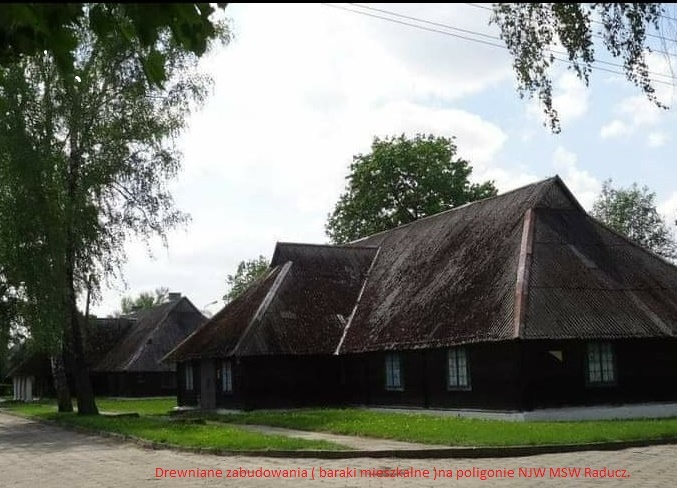
Drewniane budynki poligonu – koszary

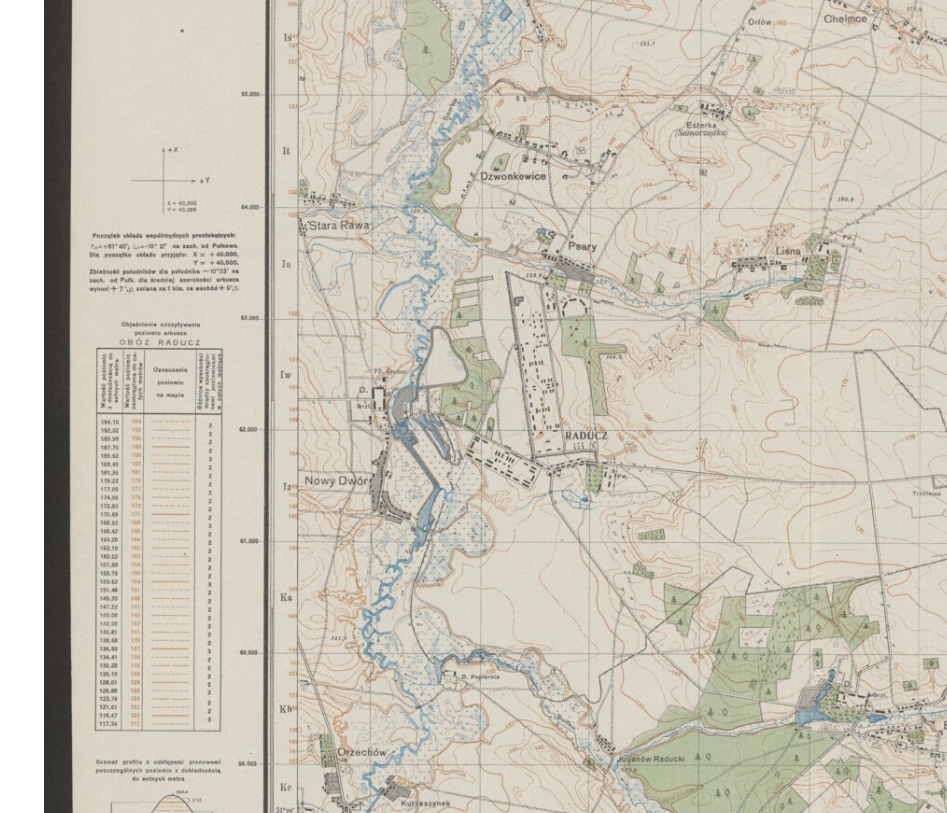
Poligon w Raduczu, mapa z 1926 roku

## Historia

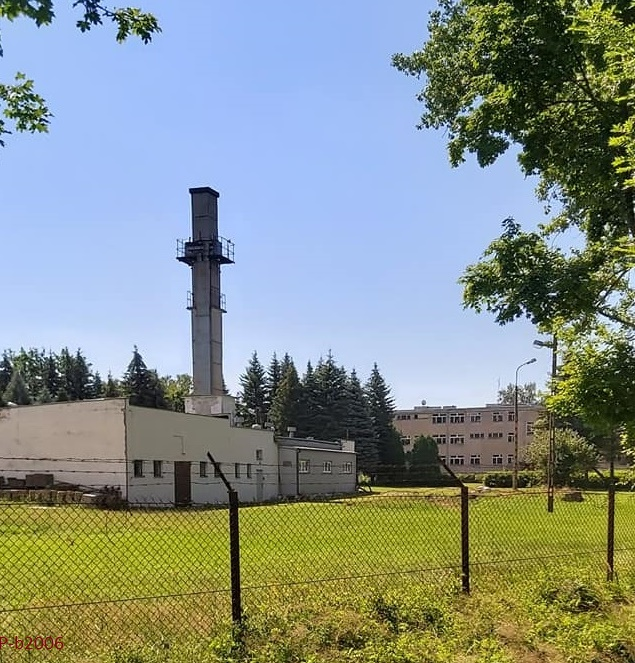
Kotłownia i nowe bloki koszarowe

Dokumenty podają, że już od czasów zaborów (XIX w.) w Raduczu znajdowały się koszary wojskowe oraz tereny ćwiczeń wojsk carskich. Po odzyskaniu niepodległości przez Polskę w 1918 roku teren przeszedł w użytkowanie Wojska Polskiego.
W okresie przedwojennym równa powierzchnia i brak zadrzewienia tych terenów umożliwiały lądowania samolotów wojskowych z lotniska w Nowym Mieście nad Pilicą, które kilkakrotnie przylatywały do Raducza na manewry. Poligon przed II wojną był bazą szkoleniową – poligonem artyleryjskim m.in. 26 Pułku Artylerii Lekkiej. W 1926 roku w okolicach Tomaszowa, Inowłodza i Raducza przeprowadzono ćwiczenia 7 Dywizji Piechoty z udziałem wszystkich rodzajów broni. Donosiła o tym łódzka gazeta „Rozwój” w wydaniu z 6 września 1926 roku w relacji pt. „Wielkie manewry 7-ej dywizji”. Oddziały częstochowskiej 7 Dywizji Piechoty przybyły na manewry z obozu ćwiczeń Barycz pod Końskimi. Nad Pilicą spotkały „nieprzyjaciela” pozorowanego przez kompanie strzeleckie 28 Pułku Strzelców Kaniowskich, a powracające z poligonu w Raduczu.
W okresie obu wojen światowych na poligonie w Raduczu stacjonowały oddziały niemieckie. W 1939 r. w okolicy Raducza toczyły się walki, zwłaszcza o położoną ok. 4 km od osady drogę prowadzącą w kierunku Warszawy. W samym Raduczu toczyły się starcia Kresowej Brygady Kawalerii z Wehrmachtem m.in. o znajdujące się we wsi koszary

## Okres powojenny

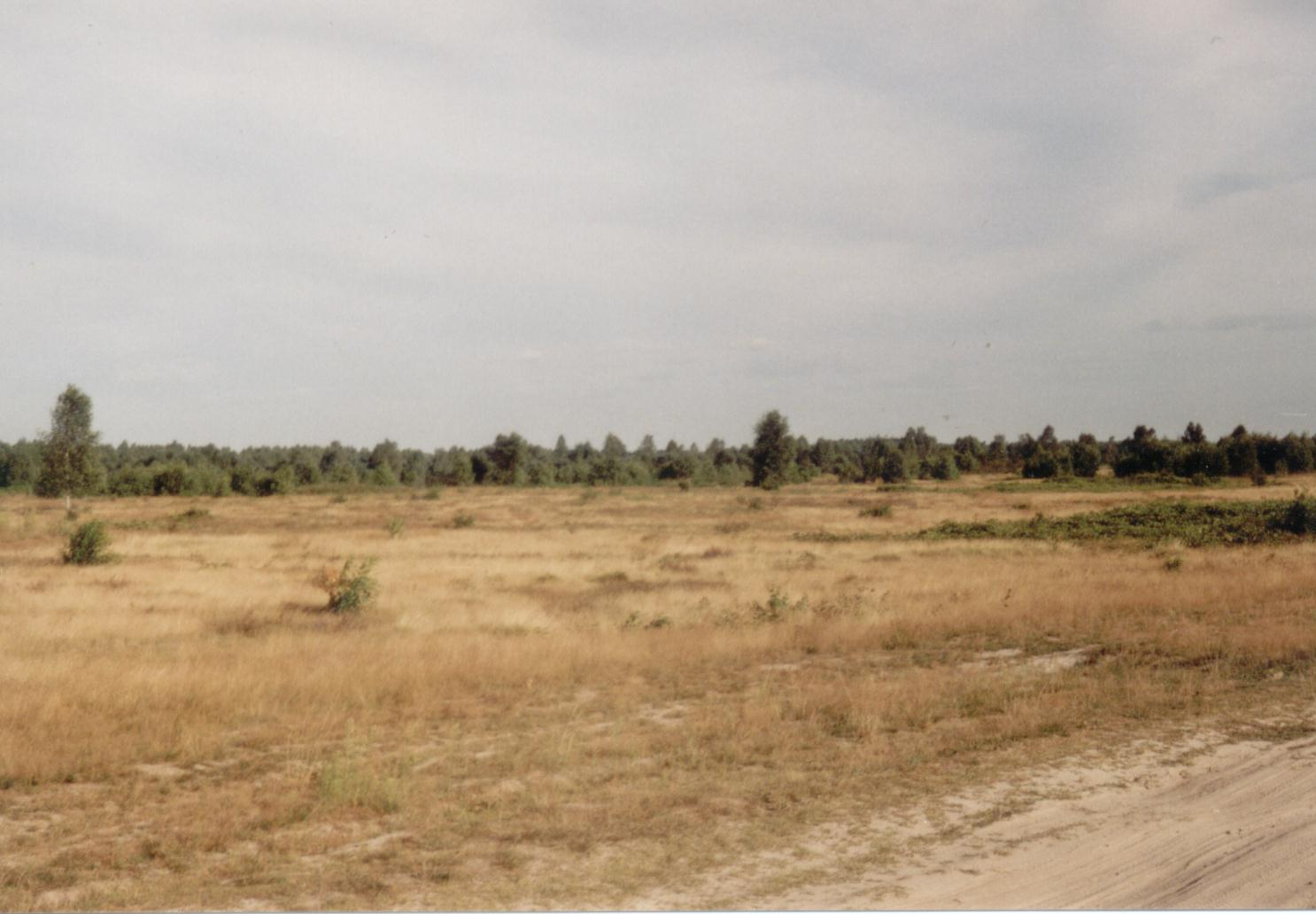
Sceneria poligonu Raducz

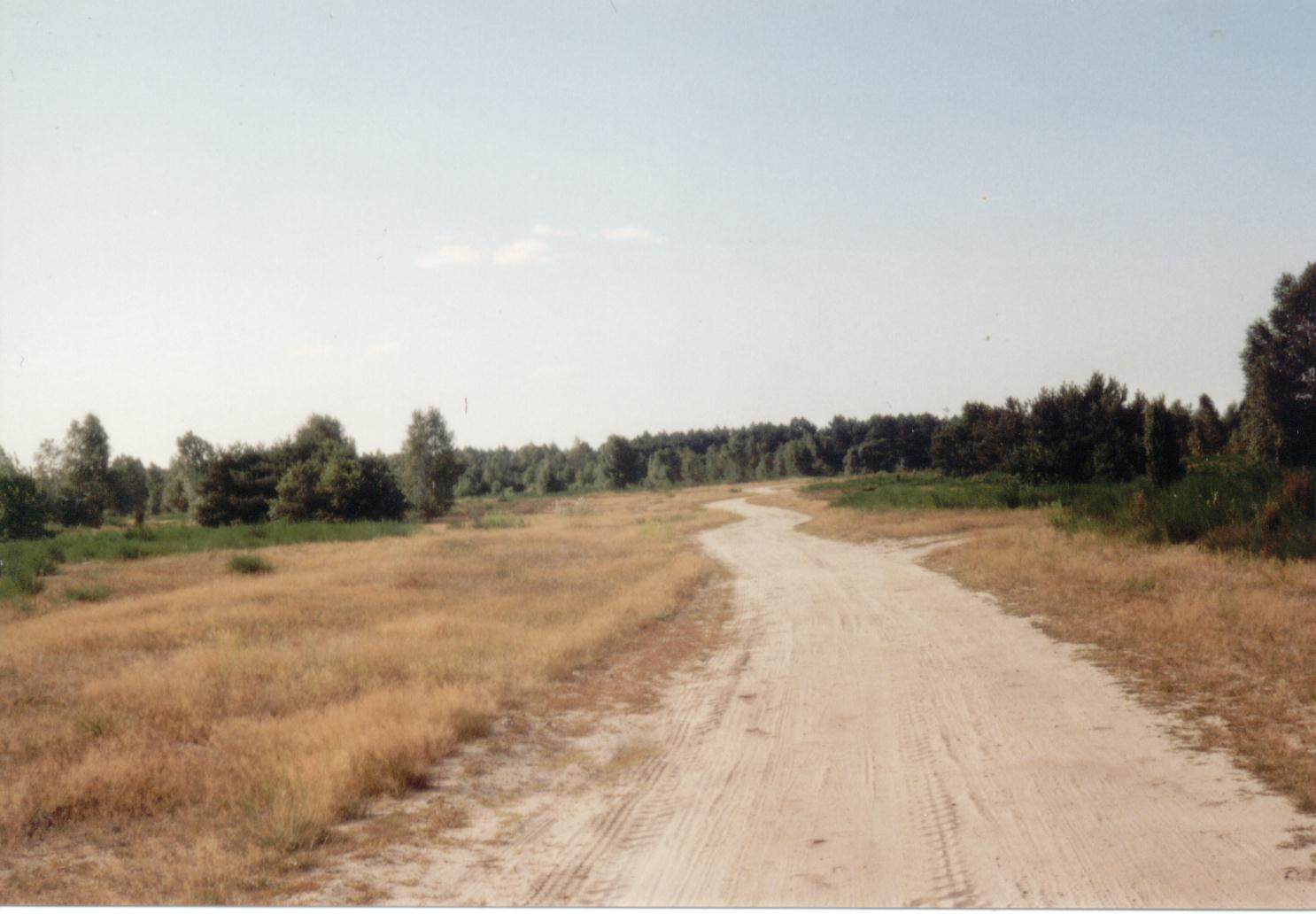
Droga poligonowa

Po II wojnie, w latach 1946-1948, tereny poligonu i zabudowania koszar, należały do MON jako Okręgowy Poligon Artyleryjski Nr 3 w Raduczu k. Skierniewic, następnie przeszły pod zarząd Ministerstwa Bezpieczeństwa Publicznego i służyły jako ośrodek szkolny Korpusu Bezpieczeństwa Wewnętrznego. W 1965 roku po likwidacji wojsk KBW poligon został przydzielony Nadwiślańskiej Brygadzie MSW im. Czwartaków AL, a od 1974 roku Nadwiślańskim Jednostkom Wojskowym.

### Koszary
Od 1965 do 1979 r. bazę mieszkalną dla wojska na poligonie Raducz stanowiło około 12 drewnianych budynków, prawdopodobnie jeszcze z czasów zaboru rosyjskiego i wojskowe namioty. Warunki socjalno-bytowe żołnierzy były trudne. Brak było ogrzewania w budynkach, w których w każdym była zakwaterowana kompania żołnierzy. Stołówka żołnierska i kuchnie polowe mieściły się w namiotach, a drewniany barak służył jako latryna. Codzienna toaleta odbywała się na zewnątrz przy drewnianych korytach z płynącą z rur zimną wodą dostarczaną z wykopanej studni.

### Rozbudowa
W latach 1970–1979 ośrodek szkolenia został rozbudowany przez żołnierzy 7 Samodzielnego Batalionu Inżynieryjno-Budowlanego (JW 1917). Wybudowano obiekty szkoleniowe, nową strzelnicę i rzutnię granatów, utwardzono drogi na terenie koszar, poprawiono warunki zakwaterowania. Wybudowano bursę oficerską, stołówkę z kuchnią i łaźnię. W latach 1978–1979 zbudowano 3 budynki koszarowe, izbę chorych, kotłownię centralnego ogrzewania oraz szereg urządzeń sanitarno-kanalizacyjnych. W 1977 r. utworzono jednostkę – Ośrodek Szkolenia Poligonowego Raducz (JW 2501).

### Szkolenie
Poligon w latach 1965–1985 był ośrodkiem szkolenia podstawowego poborowych JW 1914, od 1974 roku Warszawskiej Jednostki MSW im. Czwartaków AL i następnie 1 Warszawskiej Brygady Zmotoryzowanej, kompanii szkolnej Podoficerskiej Szkoły Piechoty, kompanii uzupełnienia JW 2667 z Kwaszeniny tzw. bieszczadzkiej oraz kompanii pomocniczych i pułków w składzie NJW MSW. Poborowi otrzymywali kartę powołania (tzw. bilet) nakładający obowiązek stawienia się w określonym miejscu i czasie do odbycia czynnej służby wojskowej. Po umundurowaniu i przydzieleniu do pododdziałów w trakcie kwalifikacji w Warszawie na ul. Podchorążych 38, byli przewożeni samochodami do Raducza na szkolenie, które trwało ok. 3 miesięcy. Żołnierze kompanii wartowniczych i elewi podoficerskiej szkoły piechoty (dowódców drużyn) w trakcie szkolenia byli poddawani testowi psychologicznemu, oceniającemu ich zdolność do pełnienia służby reprezentacyjno-wartowniczej na ważnych obiektach państwowych. Żołnierze nie spełniający założonych kryteriów byli przenoszeni do innych pododdziałów.
W czasie szkolenia wojskowego na terenie koszar przebywało ok. 1200 poborowych. Powołania do odbycia służby wojskowej były realizowane dwa razy w roku, wiosną – w kwietniu i jesienią – w październiku.
W okresie wiosennym na poligonie w Raduczu odbywały się przysięgi wojskowe młodego rocznika. W okresie jesienno-zimowym, po szkoleniu na poligonie, przysięgi organizowano w Warszawie przy ul. Podchorążych 38 na terenie koszar.
Od 1985 roku prowadzono dodatkowo podstawowe szkolenie wojskowe dla kandydatów do ZOMO, przed złożeniem ślubowania. Szkolenie prowadziła kadra zawodowa i podoficerowie zasadniczej służby wojskowej z Warszawskiej Jednostki MSW im. Czwartaków AL.

### Zmiany
Ośrodek Szkolenia Poligonowego Raducz, JW 2501, istniał do 1999 r. W tym roku został rozwiązany, a do Raducza przeniesiono z Katowic Centralny Ośrodek Szkolenia Rezerw MSWiA i NJW MSWiA – JW 1492. Po rozwiązaniu Nadwiślańskich Jednostek Wojskowych MSWiA w 2001 r, podporządkowany BOR. Obecnie jest to Centralny Ośrodek Szkolenia Służby Ochrony Państwa SOP.

### W kulturze
Sceneria poligonu Raducz o stepowym krajobrazie była wykorzystywana przez filmowców do kręcenia filmów. Na poligonie raduckim i jego okolicy w końcu lat 60. XX wieku sfilmowano część scen serialu telewizyjnego pt. Czterej pancerni i pies. Oraz, film Kazimierz Wielki – 1975 i Zamach stanu –1980.